# Intolleranza 1960
Intolleranza 1960 ist eine „szenische Handlung in zwei Teilen“ (italienisch Azione scenica in due tempi) von Luigi Nono nach einer Idee von Angelo Maria Ripellino. Die Jahreszahl im Titel verweist auf die Entstehungszeit. Das Libretto entstand unter Verwendung von dokumentarischen und lyrischen Texten, u. a.  Julius Fučíks Reportage unter dem Strang geschrieben, Henri Allegs La question (Die Folter) mit Jean-Paul Sartres Einleitung, Paul Éluards Gedicht La liberté, Unser Marsch von Wladimir Majakowskij und Bertolt Brechts An die Nachgeborenen. Luigi Nonos erstes Werk für die Opernbühne ist ein flammender Protest gegen Intoleranz und Unterdrückung und die Verletzung der Menschenwürde. Es war eine Arbeit für die Biennale Venedig 1961, den Auftrag erteilte deren Direktor Mario Labroca. Die Uraufführung fand unter der Leitung von Bruno Maderna am 13. April 1961 am Teatro La Fenice in Venedig statt. Das Bühnenbild wurde von dem bekannten Maler Emilio Vedova, einem Freund Nonos, entworfen. Die Premiere wurde von Neo-Faschisten gestört, die während der Folterszene „Viva la polizia“ („Es lebe die Polizei“) riefen. Nonos Gegner warfen ihm vor, die italienische Musik zu vergiften.

## Deutung Nonos
Nono selber deutete die Aussage seines Werkes folgendermaßen:

“Intolleranza 1960 is the awakening of human awareness in a man who has rebelled against the demands of neccesity – an emigrant miner – and searches for a reason and a ‘human’ basis for life. After several experiences of intolerance and domination, he is beginning to rediscover human relations, between himself and others, when he is swept away in a flood with other people. There remains his certainty in ‘a time when man will be a help to man’. Symbol? Report? Fantasy? All three, in a story of our time.”

## Handlung

### Erster Teil
Coro iniziale: anstelle einer Ouvertüre erklingt bei geschlossenem Vorhang ein groß angelegter Einleitungschor, a cappella mit Leben und wachsam sein
1. Szene: In einem Bergarbeiterdorf
Ein Gastarbeiter (emigrante) ist des Malochens im Bergwerk in der Fremde müde. Es verzehrt ihn die Sehnsucht, in seine Heimat, aus der er einst geflohen ist, zurückzukehren.
2. Szene: Eine Frau stürzt herein
Eine Frau, die dem Fremden im Bergarbeiterdorf Wärme und Ruhe gegeben hatte und die ihn liebt, versucht, ihn zum Bleiben zu bewegen. Als sie merkt, dass ihr Geliebter fest zum Gehen entschlossen ist, beschimpft sie ihn und schwört Rache. Trotzdem verlässt sie der Migrant und begibt sich auf den Rückweg.
3. Szene: In einer Stadt
Er hat eine Stadt erreicht, in der eine große nicht genehmigte Friedensdemonstration stattfindet. Die Polizei greift ein und verhaftet einige Demonstranten, darunter auch den Emigranten, obwohl dieser selbst nicht an der Kundgebung beteiligt war. Sein Versuch, sich zu wehren, bleibt erfolglos.
4. Szene: In einer Polizeiwache
Vier Polizisten geben sich alle Mühe, den Verhafteten zu einem Geständnis zu bewegen. Der Mann aber bleibt dabei, dass ihn lediglich der Weg in seine Heimat durch diese Stadt geführt und er deshalb nichts zu bekennen habe.
5. Szene: Die Folterung
Alle Verhafteten werden zur Folterung gebracht. Der Chor der Gefolterten ruft ins Publikum, ob es taub sei und sich nur wie Herdenvieh im Pferch der Schande verhalten wolle.
6. Szene: In einem Konzentrationslager
Der Chor der Gefangenen ruft verzweifelt nach Freiheit. Die vier Gendarmen verhöhnen ihre Opfer. Der Held freundet sich mit einem anderen Gefangenen aus Algerien an. Gemeinsam planen sie die Flucht.
7. Szene: Nach der Flucht
Ihm gelingt es, zusammen mit dem Algerier aus dem Konzentrationslager auszubrechen. War ursprünglich nur der Wunsch des Emigranten gewesen, seine Heimat wiederzusehen, so flammt in seinem Herzen jetzt nur noch die Sehnsucht nach Freiheit.

### Zweiter Teil
1. Szene: Einige Absurditäten des heutigen Lebens
Von allen Seiten dringen Stimmen und auf den Helden ein, die ihn nicht nur verstören und verwirren, sondern fast überwältigen. Die Absurditäten des heutigen Lebens, wie die Bürokratie – z. B. „Anmeldung nötig!“, „Dokumente sind die Seele des Staates!“, „Bescheinigen, beglaubigen, beurkunden!“ – und sensationelle Zeitungsanzeigen wie „Mutter von dreizehn Kindern war ein Mann!“ steigern sich und die Szene endet mit einer großen Explosion.
2. Szene: Begegnung eines Flüchtlings und seiner Gefährtin
Eine schweigende Menge leidet unter dem Eindruck der Slogans und der Explosion. Als eine Frau damit beginnt, ihre Stimme gegen Krieg und Unheil zu erheben, erscheint sie dem Emigranten als Quelle der Hoffnung in seiner Einsamkeit. Fortan wollen die beiden gemeinsam für eine bessere Welt kämpfen.
3. Szene: Projektionen von Episoden des Schreckens und des Fanatismus
Dem Helden erscheint die Frau, die er im Bergarbeiterdorf verlassen hat, und verwirrt ihn. Gemeinsam mit seiner Gefährtin (compagna) schickt er sie fort. Da verwandeln sich die Frau und mit ihr eine Gruppe von Fanatikern in Gespenster und Schatten. Im Traum sieht der Migrant das Bergwerk, den verhöhnenden Spruch „Arbeit macht frei“ über dem Eingang des Konzentrationslagers. Den Albträumen der Intoleranz hält er mit seiner Gefährtin ein „Nie, Nie wieder!“ entgegen. Der Chor stimmt Majakowskis Unser Marsch an.
4. Szene: In der Nähe eines Dorfes am Ufer eines großen Flusses
Der Held hat mit seiner Gefährtin den großen Fluss erreicht, der die Grenze seines Heimatlandes bildet. Er führt Hochwasser, und sein Pegel steigt immer mehr an. Die Sintflut schluckt Straßen, zerbricht Brücken, erdrückt Baracken und Häuser. Auch dem Migranten und seiner Gefährtin gelingt es nicht, sich zu retten. Sie sterben einen qualvollen Tod.
Coro finale: ebenfalls ohne Orchesterbegleitung, mit Ausschnitten aus B. Brechts Gedicht An die Nachgeborenen